# スィパーヒー

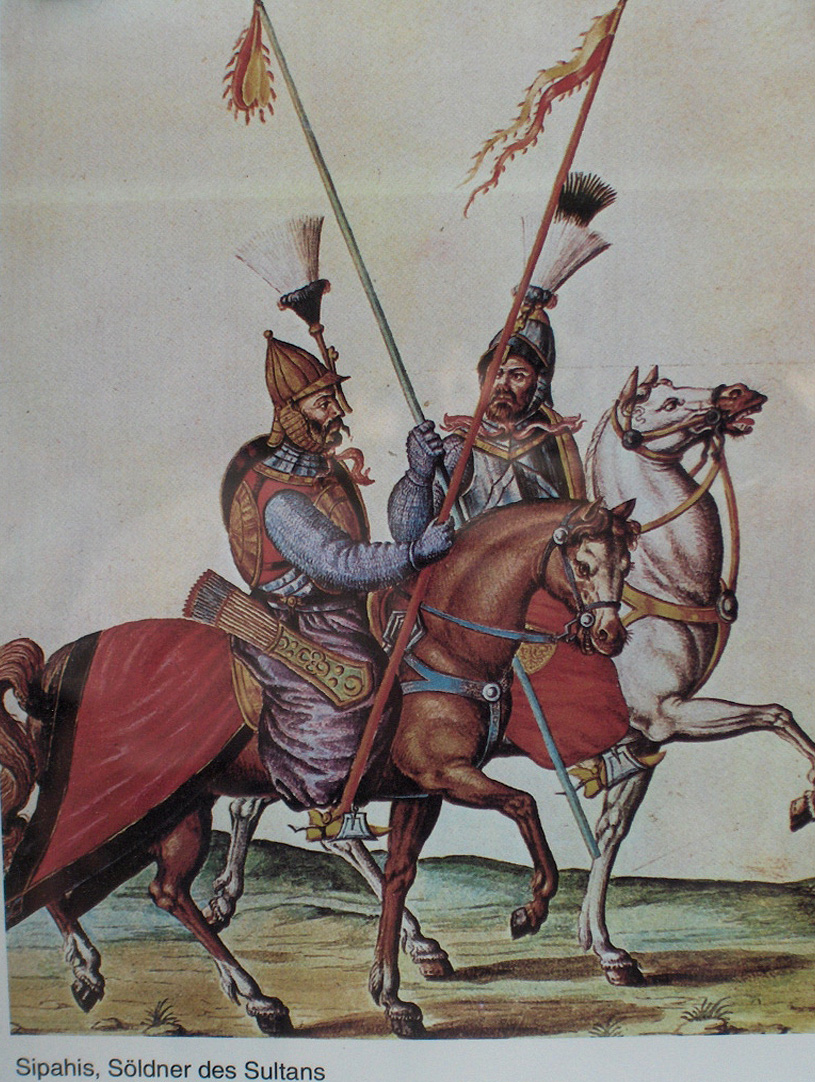
オスマン朝のスィパーヒー

スィパーヒー（オスマン語: سپاهی、sipahi）とは元々ペルシア語の「兵士、軍人」を意味する سپاهی sipāhī からの借用語である(ウルドゥー語で「兵士」という言葉が由来という説もある)が、狭義にはオスマン帝国で組織され、中世ヨーロッパにおける封建制度の中での騎士に相当する集団を指す。召集されるにあたり給料として一定の封土での徴税権を帝国から与えられるティマール制がとられていた。現代標準日本語では、一部の外来語を除き（話者によっても異なる）、基本的にはiの前のsはshと発音されるため、仮名表記では「シパーヒー」とも書かれる。

## スィパーヒー以前の騎兵集団
アナトリア周辺は正統カリフ・ウマイヤ朝時代以降、イスラーム支配地域と東ローマ帝国との境域地域にあたり、非ムスリムに対する侵略的な宗教的聖戦（ジハード）に伴う、あるいはそれを名目とした、非ムスリム人民への財産狩りや奴隷狩りなどの掠奪遠征（ガズウ غزو ghazw / ガズワ غزوة ghazwa）に従事とする者、「聖戦に参加する者」という意味のガーズィー غازي ghāzīという戦士団が在住し、現在のトルコ南東部およびシリア北部からイラク北部の地域を前線として、アッバース朝などの遠征以外にも、ガーズィー集団による東ローマ帝国領内への掠奪遠征や東ローマ軍との軍事衝突がたびたび繰り返された。オスマン帝国の前身であるとされるセルジューク朝では、1071年にマラズギルトの戦いにおいてアルプ・アルスラーン率いるセルジューク朝軍が勝利を収め、アナトリア中西部まで一気に領域を広げた。この時アルプ・アルスラーンは麾下のテュルクメン諸侯をアナトリア各地に分封・入植させ、これらの取り纏め役としてルーム・セルジューク朝の始祖スライマーン・ブン・クタルムシュを入府させた。こうしてアナトリアのガーズィー集団に、セルジューク系のテュルクメン勢力が最前線で新たに加わる事となった。東ローマ帝国やルーム・セルジューク朝、ダーニシュマンド朝などのセルジューク諸侯、のちのベイリクの基盤となるその他諸々のガーズィー集団など大小の政治勢力が、互いにアナトリアの支配を巡り合従連衡を繰り返した。オスマン朝の君主はオスマン1世やオルハンを含め、「オスマン・ガーズィー」、「ガーズィーたちのスルターン、オルハン」と初期から「ガーズィー」の称号を名乗り続けたことからも明らかなように、オスマン朝自体がこれらのガーズィー集団のひとつから勃興したが、オスマン朝初期から活躍したスィパーヒーはこれらのガーズィー集団を継承する形で産まれたとされる。
オスマン朝にはこの他にも戦闘での略奪品を報酬として受け取る権利を与えられたアキンジやデリなどといった騎兵部隊も存在したが、略奪が主な目的であるために士気が大変低く、敵との戦闘になってもすぐに逃げ出したために決定的な戦力とは言い難かったが、バルカン半島を征服していく上では彼らは大きく貢献した。

## 概要
オスマン帝国の常備軍騎兵ではあるが、同じ常備軍騎兵であるカプクルの騎兵とは別物であるため、例えば有事の際にある一つの地域から騎兵を召集する際にはスィパーヒーとカプクルの騎兵が同時期に別々に召集された。こうした騎兵の召集も本来騎馬民族であったセルジューク系オグズ（テュルクメン）集団を起源とするオスマン帝国だからこそ可能であり、時代が進み銃と大砲が主要な兵器として定着するまで、実際にオスマン帝国の戦力はこうした騎兵達が多くを占めていた。
装備は所有する封土によってまちまちであったが基本的には軽装で戦法も射騎戦法が主であった。15世紀頃になると重装騎兵へと変わっていったが、さらに時代が進み17世紀頃には銃の発達から重装化よりも軽装化による機敏性を重視されたためか、重装備のスィパーヒーも少数となり、全体としては軽装騎兵へと戻っていった。全時代を通して戦場において自分の地位や所属、武勇を周囲の敵味方に示すために羽飾りや派手な衣装で身を飾っていた。
中世から近代に移行する中で西洋の騎士やそれを支えた封建制度が没落していったのと同様に、オスマン帝国が拡大していく中で、スィパーヒーやその他のオスマン帝国の騎兵部隊は東ローマ帝国やサファヴィー朝ペルシャなど火器を主要な武器としない国と戦う上では大きな貢献をしたが、オーストリア帝国をはじめとするヨーロッパ諸国は小銃と重装備の騎兵とを揃えており、これらの勢力を打ち破ることはスィパーヒーでは困難になった。特にウィーン包囲戦での敗北から徐々にその重要性が失われていった。それとは対照的に火砲で武装したイェニチェリ及びその他のカプクルの軍隊の重要性が高まり、要員と軍事費が大幅に増加していったため、スィパーヒーとそれを支えていたティマール制の存在価値は共になくなり、最終的には形骸化し没落していった。

## インドのセポイ
インドにもスィパーヒーの乱で有名なイギリス東インド会社の現地民傭兵部隊、スィパーヒーが存在する。日本では一般的に英語のつづり sepoy をローマ字読みした「セポイ」の呼び方が定着している。
同じペルシア語の単語を語源としているが、インドのスィパーヒーは歩兵であり、騎兵はサワールと呼んだ。
元々はカースト制の中でのある一定の階級の人々を指して「セポイ」と言い、この階級から編成された部隊であることからそう呼ばれるようになった。これはオスマン帝国のスィパーヒーとはあまり関係はなく、単に同じペルシア語ないしその系統の言語の単語から派生したに過ぎず、英語でもこの2つは区別されている。現にオスマン帝国のスィパーヒーは遊牧民の末裔を自負することもあって、小銃を携える事はあっても火器を主要武器として戦うことを拒み騎馬で戦い続けたが、インドにおけるスィパーヒーは積極的に火器を導入しその多くは歩兵として戦闘に参加した。なお、このスィパーヒーに採用された火器（小銃）はインドが多湿な環境であったために火打ち石式銃よりも確実に火薬に着火することができる火縄銃が大多数を占めており、それは第一次世界大戦で英軍として戦うまで変わらなかった。

## 参考
- 武器甲冑図鑑